# Campionato italiano di ciclismo su strada 1923
Il Campionato italiano di ciclismo su strada 1923 si svolse su otto prove dal 25 marzo al 27 ottobre 1923 e vide l'affermazione di Costante Girardengo.

## Calendario
| Data         | Evento                        | Vincitore           | Squadra |
| ------------ | ----------------------------- | ------------------- | ------- |
| 25 marzo     | Milano-Sanremo (1923)         | Costante Girardengo | Maino   |
| 15 aprile    | Milano-Torino (1923)          | Costante Girardengo | Maino   |
| 29 aprile    | Giro di Romagna (1923)        | Giovanni Brunero    | Legnano |
| 10 giugno    | Giro d'Italia (1923)          | Costante Girardengo | Maino   |
| 29 luglio    | Giro del Veneto (1923)        | Costante Girardengo | Maino   |
| 26 agosto    | Giro di Toscana (1923)        | Costante Girardengo | Maino   |
| 20 settembre | Corsa del XX settembre (1923) | Costante Girardengo | Maino   |
| 27 ottobre   | Giro di Lombardia (1923)      | Pietro Linari       | Legnano |

## Classifica
| Pos. | Corridore           | Squadra      | Punti |
| ---- | ------------------- | ------------ | ----- |
| 1    | Costante Girardengo | Maino        | 24    |
| 2    | Giovanni Brunero    | Legnano      | 16    |
| 3    | Federico Gay        | Atala        | 11    |
| 4    | Pietro Linari       | Legnano      | 9     |
| 5    | Bartolomeo Aymo     | Atala        | 8     |
| 6    | Severino Dartardi   | Indipendente | 7     |
| 6    | Giuseppe Azzini     | Maino        | 7     |
| 8    | 4 ciclisti ex æquo  | -            | 6     |